# Maharajah
| Årets häst   |                |                |
| 2013         | 2014           | 2015           |
| Nahar        | Maharajah      | Delicious U.S. |
| Robert Bergh | Stefan Hultman | Daniel Redén   |

Maharajah, född 22 februari 2005 på Menhammar stuteri i Ekerö kommun i Stockholms län, är en svensk travhäst. Han går ibland under smeknamnet "Marre". Han tränades av Stefan Hultman och kördes av Örjan Kihlström. Ägare under hela tävlingskarriären var Travkompaniets Stall AB. Efter tävlingskarriären såldes hästen som avelshingst till Stall Segerhuva.
Maharajah är en av de bästa svenska travhästarna genom tiderna. Han tävlade åren 2008–2014 och sprang in totalt 23,5 miljoner kronor på 59 starter varav 31 segrar, 8 andraplatser och 4 tredjeplatser. Han tog karriärens största seger i Prix d'Amérique (2014).
Bland hans andra stora segrar räknas Långa E3 (2008), Svenskt Trav-Kriterium (2008), Svenskt Travderby (2009), Grand Prix l’UET (2009), C.L. Müllers Memorial (2010), Prix de Belgique (2011), Prix de Paris (2011), Olympiatravet (2013) och Gulddivisionens final (2013).

## Karriär

### Tiden som unghäst (2008–2009)

#### Debutsäsongen
Maharajah debuterade i lopp den 2 april 2008 i ett treåringslopp på Solvalla. Han kördes av Örjan Kihlström. Ekipaget var spelade till favoriter i loppet (odds 3.2), men Maharajah galopperade i loppet och diskvalificerades. Han gjorde sin andra start och tog sin första seger den 30 april på Solvalla, då han vann med fem längder. Den första felfria förlusten kom i den tredje starten den 25 maj, då han slutade på andraplats bakom Kajsa Fricks B.W.L.Champion. Han vann därefter, den 16 juni på Örebrotravet (sin första start utanför hemmabanan Solvalla), ett uttagningslopp till långa E3-finalen för hingstar och valacker med ett par längder före tvåan Lavec Kronos. Den 28 juni vann han, efter en stark långspurt, finalen av långa E3 för hingstar och valacker på Bergsåkers travbana. Därefter följde tre raka segrar i Kriterieserien på Solvalla samt seger i uttagningslopp till finalen av Svenskt Travkriterium den 24 september. Den 5 oktober vann han finalen av Svenskt Travkriterium, med 1,6 miljoner kronor i förstapris (hans första miljonseger). Kriteriesegern följdes upp med en start i semifinalen av Breeders' Crown för treåriga hingstar och valacker den 20 oktober på Romme travbana, där han slutade på andraplats och kvalificerade sig för finalen. Den 1 november gick finalen av stapeln, men han startade inte i finalen utan ströks från loppet efter att drabbats av halsinfektion. Maharajah gjorde inga fler starter under 2008, utan gick till vintervila efter detta. Totalt vann han nio av tolv starter under debutsäsongen samt var aldrig sämre än tvåa felfri.

#### Fyraåringssäsongen
Säsongen 2009 årsdebuterade Marahajah den 30 april i ett uttagningslopp till finalen av Konung Gustaf V:s Pokal på Åbytravet, där han slutade på tredjeplats och kvalificerade sig därmed för finalen. Inför finalen den 14 maj ströks Maharajah efter att återigen ha drabbats av halsinfektion. Den 20 juni gjorde han comeback med en seger i Rättviksloppet. I denna start kördes han av Jörgen Sjunnesson, vilket därmed var första gången (samt en av de två enda gångerna under hela karriären) som han kördes av en annan kusk än Örjan Kihlström. I nästa start, den 7 juli, var Kihlström tillbaka i sulkyn då ekipaget kom på andraplats i ett uttagningslopp till Norrlands Grand Prix på Bollnästravet. Därefter vann de både uttagningslopp den 25 augusti och final den 6 september av årets upplaga av Svenskt Travderby på Jägersro. Vinsten i det svenska derbyt följdes upp med vinst i uttagnings- och finallopp av även Europaderbyt Grand Prix l’UET den 22 september respektive 3 oktober på Tammerfors travoval i Finland. Säsongens sista start gjordes den 28 oktober på Solvalla i semifinalen av Breeders' Crown för fyraåriga hingstar och valacker, där han galopperade bort sina möjligheter och slutade på åttondeplats som storfavorit spelad till oddset 1.0. Totalt startade han vid åtta tillfällen under säsongen 2009. Han vann fem av dessa starter, kom på andraplats en gång, tredjeplats en gång och var oplacerad efter galopp en gång.

### Tiden i världseliten (2010–2014)

#### Kliven in i världseliten

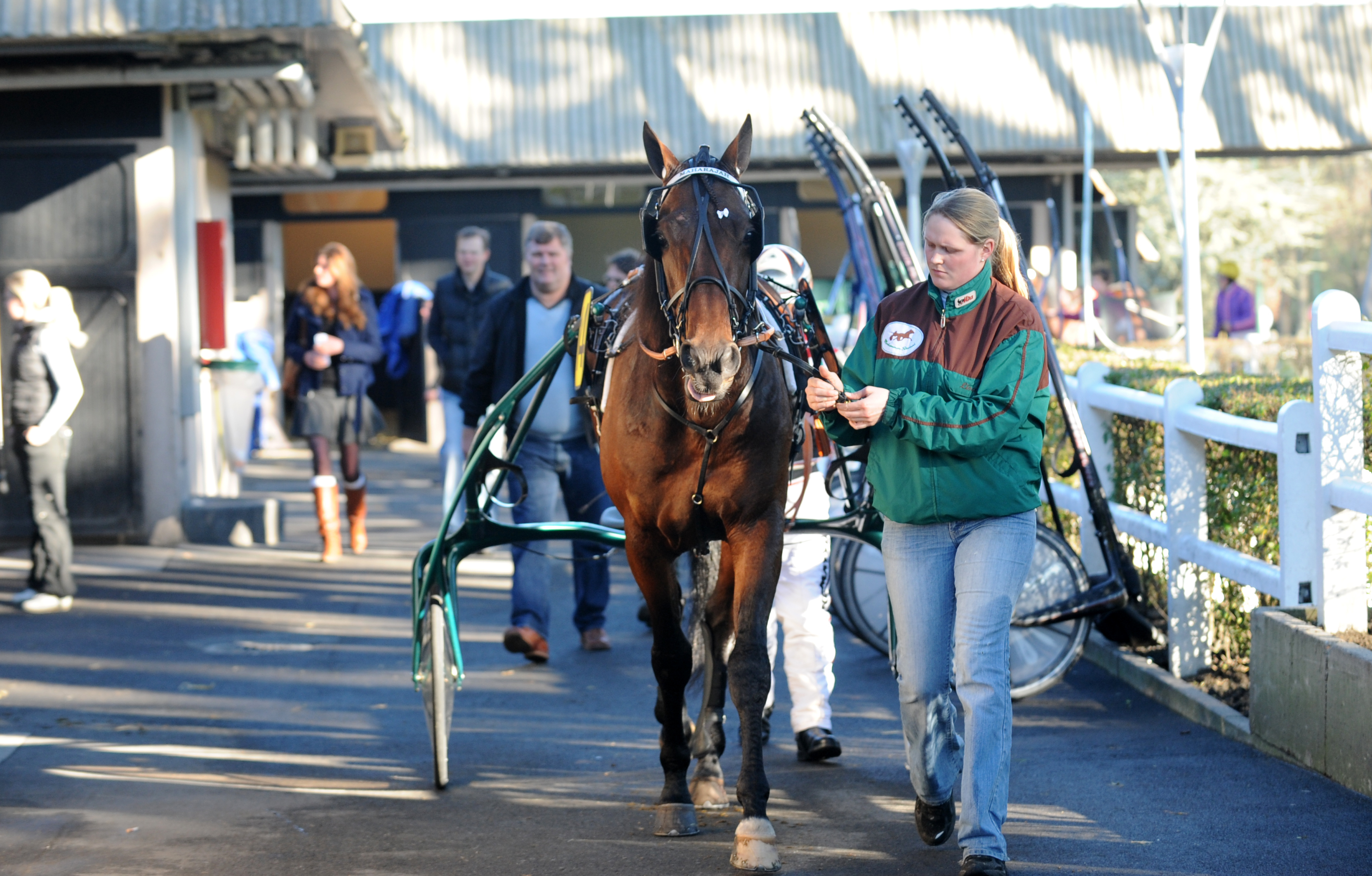
Maharajah tillsammans med skötaren Lisa Skogh på Vincennesbanan 2011.

Säsongen 2010 tog Maharajah klivet in i travets världselit. I början av 2010 fick han en ny skötare i Lisa Skogh, då hans tidigare skötare Malin Wrigmar skulle vara mammaledig. Maharajah årsdebuterade den 10 april i Kjell P. Dahlströms Minne på Mantorptravet och slutade på andraplats (slagen med en hals av Spring Erom). Årsdebuten följdes upp med seger i Berth Johanssons Memorial på Umåker den 24 april. Därefter startade han den 16 maj i Norges största travlopp Oslo Grand Prix på Bjerke Travbane, där han slutade på andraplats. Senare under säsongen vann han C.L. Müllers Memorial på Jägersro den 30 oktober. Han avslutade säsongen med en femteplats i Gävle Stora Pris den 13 november och seger i Gösta Nordins Lopp den 15 december. Totalt startade han vid åtta tillfällen under säsongen 2010. Han vann fem av dessa starter och kom på andraplats två gånger.

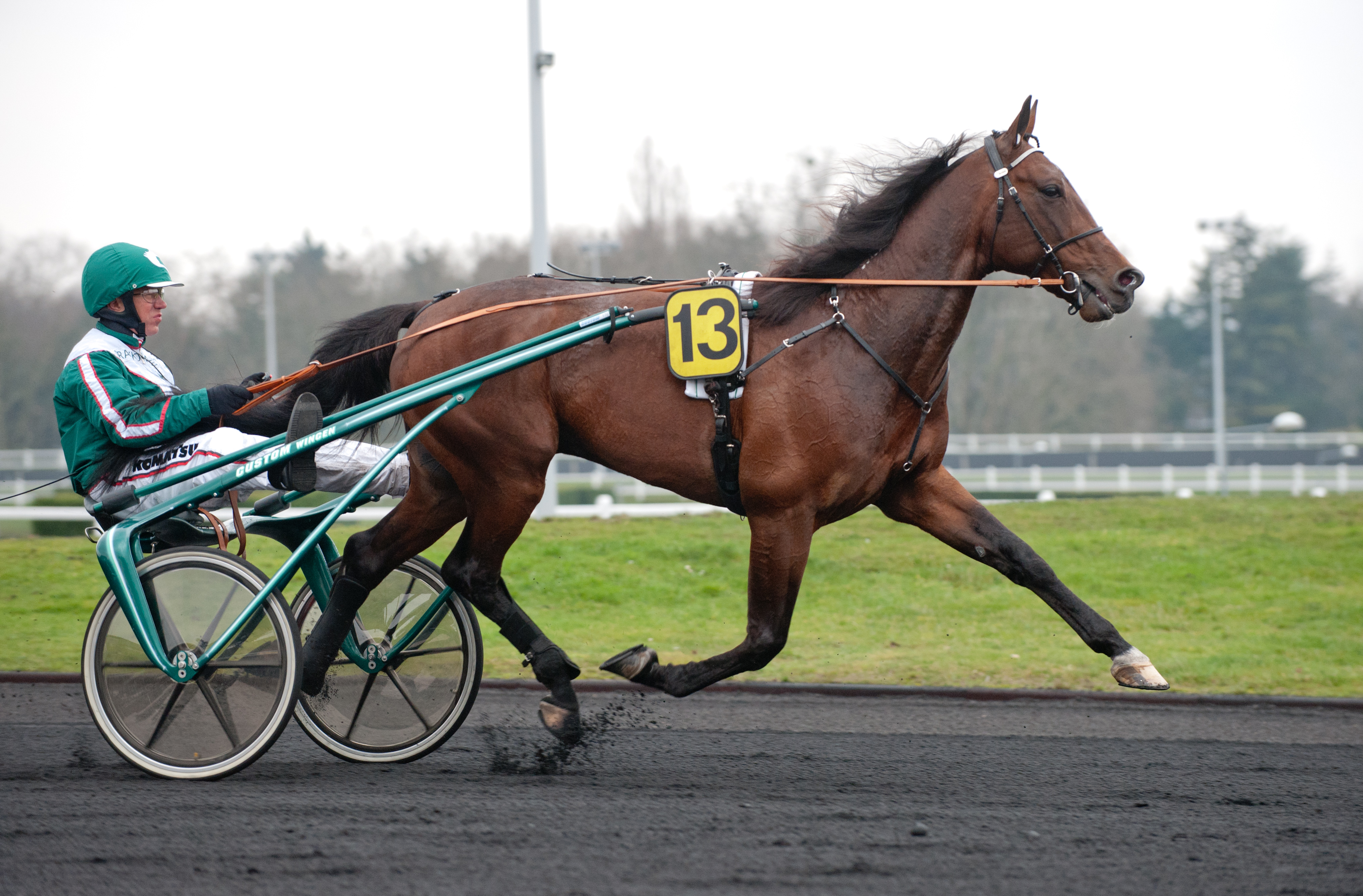
Kihlström och Maharajah inför Prix de Paris i februari 2011.

I början av säsongen 2011 tävlade Maharajah på Vincennesbanan utanför Paris i Frankrike. Han årsdebuterade samt gjorde sin första start på Vincennes den 16 januari i Prix de Belgique. Han vann loppet på nytt löpningsrekord 1.13,1 över 2850 meter, med krafter kvar i mål. Detta är fortfarande (2017) den snabbaste vinnartiden någonsin i loppet. Han blev efter detta inbjuden till att starta i världens största travlopp Prix d'Amérique den 30 januari. Han kom där på andraplats bakom vinnaren Ready Cash. Drygt två veckor efter Prix d'Amérique möttes Maharajah och Ready Cash igen – den 13 februari i Prix de France, där Maharajah återigen kom tvåa bakom Ready Cash. I det tredje mötet besegrade Maharajah den store konkurrenten Ready Cash då han vann Prix de Paris den 20 februari. Efter Prix de Paris fördes Maharajah hem till Sverige igen och startade den 30 april i Guldbjörken på Umåker. Trots en kort galopp i starten vann han loppet med tre längder, spelad till storfavorit med oddset 1.07. Efter starten i Umåker hade han problem med en hovböld, och startade därför inte igen förrän i Jämtlands Stora Pris den 11 juni. Maharajah var storfavorit till segern i loppet, men galopperade bort sina möjligheter. Han gjorde ytterligare fyra starter i Sverige under sensommaren och hösten 2011, men lyckades inte vinna något av loppen.
Likt föregående säsong inledde Maharajah även säsongen 2012 i Frankrike. Han årsdebuterade i Prix de Belgique den 15 januari, där han denna gång slutade på fjärdeplats. Årsdebuten följdes upp med start i Prix d'Amérique för andra gången i karriären den 29 januari, där han kom på fjärdeplats. Efter dessa två fjärdeplatser reste han hem till Sverige och hade ett tävlingsuppehåll fram till hösten 2012. Han startade först den 15 november igen, då i ett vardagslopp på Gävletravet som han vann. Därefter följde ytterligare tre raka segrar innan säsongens slut.

#### Slutet av karriären

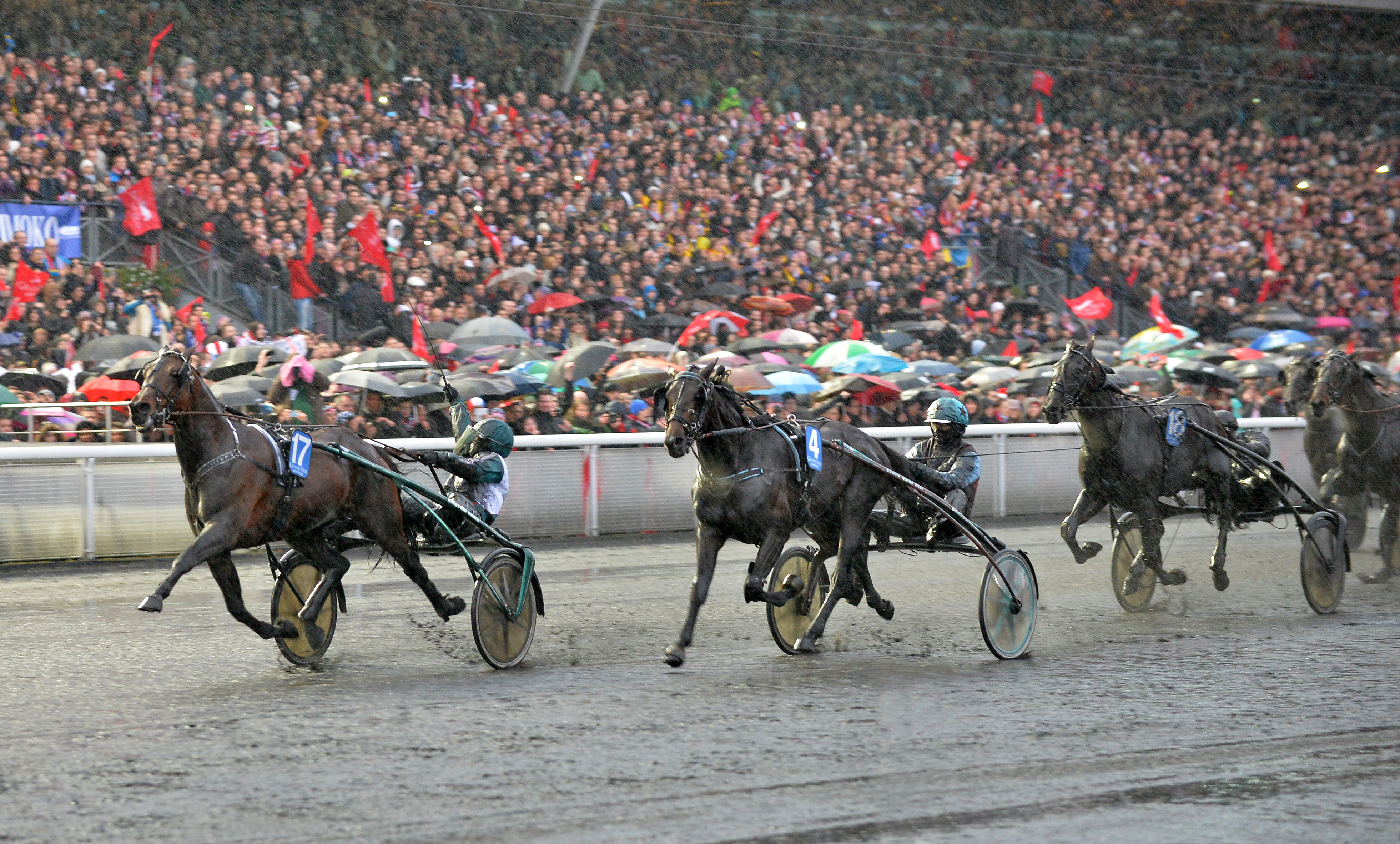
Maharajah vinner Prix d'Amérique 2014.

Säsongen 2013 deltog Maharajah den 27 januari i Prix d'Amérique på Vincennesbanan utanför Paris för tredje gången i karriären, och denna gång slutade han oplacerad. Han gjorde därefter ytterligare två starter på Vincennes, men efter att inte ha vunnit ett enda lopp återvände han hem till Sverige i mars 2013. Han startade den 6 april på Mantorptravet i ett uttagningslopp till Olympiatravet. Han kom tvåa i uttagningsloppet, slagen med ett huvuds marginal av Åke Svanstedts G.H.Nemo. I och med andraplatsen kvalificerade han sig för Olympiatravets final den 20 april på Åbytravet. Han vann sedan finalen före bland andra Sebastian K. och Raja Mirchi. Efter Olympiatravet bjöds han in till att starta i Elitloppet, men ströks tätt inpå loppet på grund av en skada i ett bakben. Han gjorde sin sista start för första halvan av säsongen 2013 i Oslo Grand Prix den 12 maj, då han kom på tredjeplats bakom vinnaren Sebastian K. Han hade sedan ett tävlingsuppehåll under sommaren och var tillbaka den 30 oktober då han segrade i The Owners Trophy på Solvalla. Därefter tog han en fjärdeplats i Gävle Stora Pris den 23 november tillsammans kusken Ulf Ohlsson, vilket är en av två gånger han körts av en annan kusk än Kihlström. Efter starten i Gävle följde två raka segrar i Gulddivisionen inom V75 som avslutning av 2013.
Säsongen 2014 inleddes med en start i ett Gulddivisionslopp på Solvalla den 11 januari, där han besegrades av On Track Piraten som vann från ledningen. Maharajah reste därefter till Frankrike för att för fjärde gången i karriären starta i Prix d'Amérique den 26 januari. Kusken Örjan Kihlström placerade Maharajah i rygg på ledande Up And Quick under loppet och efter att ha fått en lucka över upploppet, då Ready Cash som gick utvändigt om ledaren galopperade och togs ur fältet – lyckades Maharajah spurta förbi ledaren och vinna loppet. Vinsten i Prix d'Amérique är den största segern i karriären för såväl Maharajah, som för kusken Kihlström och tränaren Stefan Hultman. Segern var den sjätte svenska segern någonsin i loppet (tidigare även Scotch Fez 1950, Dart Hanover 1973, Queen L. 1993, Ina Scot 1995 och Gigant Neo 2006). 2014 års upplaga av Prix d'Amérique kom att bli Maharajahs näst sista start i karriären. Han gjorde sin allra sista start i The Owners Trophy den 29 oktober 2014 inför hemmapubliken på Solvalla. Han slutade på tredjeplats i avslutningsloppet.

## Statistik

### Starter
| Nr | Datum      | Lopp                                     | Bana       | Kusk              | Odds | Tid      | Distans | Plac. | Vinstsumma    | Ref.   |
| -- | ---------- | ---------------------------------------- | ---------- | ----------------- | ---- | -------- | ------- | ----- | ------------- | ------ |
| -  | 2007-09-26 | Premielopp                               | Solvalla   | Emil Magnusson    | -    | 1.29,9   | 2 160 m | gdk   | -             |        |
| -  | 2008-03-26 | Kvallopp                                 | Solvalla   | Örjan Kihlström   | -    | 1.20,3   | 2 160 m | gdk   | -             |        |
| 1  | 2008-04-02 | 3-5-åriga 25 001 - 50 000 kr.            | Solvalla   | Örjan Kihlström   | 32   | d8g      | 2 140 m | d     | 0 SEK         |        |
| 2  | 2008-04-30 | Treåringslopp                            | Solvalla   | Örjan Kihlström   | 31   | 1.16,1   | 2 140 m | 1     | 40 000 SEK    |        |
| 3  | 2008-05-14 | 3-5-åriga 25 001 - 50 000 kr.            | Solvalla   | Örjan Kihlström   | 13   | 1.15,7a  | 2 140 m | 1     | 40 000 SEK    |        |
| 4  | 2008-05-25 | Treåringslopp                            | Solvalla   | Örjan Kihlström   | 16   | 1.15,0a  | 2 140 m | 2     | 50 000 SEK    |        |
| 5  | 2008-06-16 | E3 - Öppen klass, uttagningslopp         | Örebro     | Örjan Kihlström   | 16   | 1.14,2a  | 2 140 m | 1     | 80 000 SEK    |        |
| 6  | 2008-06-28 | E3 - Öppen klass, final                  | Bergsåker  | Örjan Kihlström   | 20   | 1.13,6a  | 2 140 m | 1     | 800 000 SEK   |        |
| 7  | 2008-07-23 | Sommarfavoriten                          | Solvalla   | Örjan Kihlström   | 10   | 1.15,5a  | 2 140 m | 1     | 200 000 SEK   |        |
| 8  | 2008-08-27 | Ibrahim Paschas lopp                     | Solvalla   | Örjan Kihlström   | 10   | 1.15,2a  | 2 140 m | 1     | 100 000 SEK   |        |
| 9  | 2008-09-10 | Locomotives lopp                         | Solvalla   | Örjan Kihlström   | 10   | 1.15,8a  | 2 140 m | 1     | 100 000 SEK   |        |
| 10 | 2008-09-24 | Svenskt Trav-Kriterium, uttagningslopp   | Solvalla   | Örjan Kihlström   | 10   | 1.15,2a  | 2 640 m | 1     | 100 000 SEK   | [ 40 ] |
| 11 | 2008-10-05 | Svenskt Trav-Kriterium                   | Solvalla   | Örjan Kihlström   | 15   | 1.14,0a  | 2 640 m | 1     | 1 600 000 SEK | [ 41 ] |
| 12 | 2008-10-20 | Breeders' Crown 3-åriga h/v, semifinal   | Romme      | Örjan Kihlström   | 11   | 1.15,0a  | 2 140 m | 2     | 39 000 SEK    |        |
| -  | 2008-11-01 | Breeders' Crown 3-åriga h/v, final       | Eskilstuna | Örjan Kihlström   | str. | str.     | 2 140 m | str.  | str.          |        |
| 13 | 2009-04-30 | Konung Gustav V:s Pokal, uttagningslopp  | Åby        | Örjan Kihlström   | 19   | 1.13,9a  | 2 140 m | 3     | 20 000 SEK    | [ 42 ] |
| -  | 2009-05-14 | Konung Gustav V:s Pokal                  | Åby        | Örjan Kihlström   | str. | str.     | 2 140 m | str.  | str.          | [ 43 ] |
| 14 | 2009-06-20 | Rättviksloppet                           | Rättvik    | Jörgen Sjunnesson | 16   | 1.12,3a  | 2 140 m | 1     | 100 000 SEK   |        |
| 15 | 2009-07-07 | Norrlands Grand Prix, försök             | Bollnäs    | Örjan Kihlström   | 12   | 1.14,0a  | 2 140 m | 2     | 23 000 SEK    |        |
| 16 | 2009-08-25 | Svenskt Travderby, uttagningslopp        | Jägersro   | Örjan Kihlström   | 11   | 1.14,5a  | 2 640 m | 1     | 200 000 SEK   | [ 44 ] |
| 17 | 2009-09-06 | Svenskt Travderby                        | Jägersro   | Örjan Kihlström   | 20   | 1.12,8a  | 2 640 m | 1     | 1 600 000 SEK | [ 45 ] |
| 18 | 2009-09-22 | Grand Prix I'UET, uttagningslopp         | Tammerfors | Örjan Kihlström   | 14   | 1.14,7a  | 2 100 m | 1     | 162 975 SEK   | [ 46 ] |
| 19 | 2009-09-22 | Grand Prix I'UET                         | Tammerfors | Örjan Kihlström   | 18   | 1.12,7a  | 2 100 m | 1     | 2 498 950 SEK | [ 47 ] |
| 20 | 2009-10-28 | Breeders' Crown 4-åriga h/v, semifinal   | Solvalla   | Örjan Kihlström   | 10   | 1.18,5ag | 2 140 m | 0     | 0 SEK         |        |
| 21 | 2010-04-10 | Kjell P. Dahlströms Minne                | Mantorp    | Örjan Kihlström   | 12   | 1.13,6a  | 2 140 m | 2     | 100 000 SEK   |        |
| 22 | 2010-04-24 | Berth Johanssons Memorial                | Umåker     | Örjan Kihlström   | 10   | 1.13,4a  | 2 140 m | 1     | 200 000 SEK   |        |
| 23 | 2010-05-16 | Oslo Grand Prix                          | Bjerke     | Örjan Kihlström   | 25   | 1.11,9a  | 2 100 m | 2     | 928 125 SEK   | [ 48 ] |
| 24 | 2010-08-18 | C.Th. Ericssons Memorial                 | Solvalla   | Örjan Kihlström   | 20   | 1.13,9a  | 2 640 m | 1     | 150 000 SEK   | [ 49 ] |
| 25 | 2010-09-11 | Östgötaloppet                            | Mantorp    | Örjan Kihlström   | 13   | 1.13,0a  | 2 140 m | 1     | 150 000 SEK   | [ 50 ] |
| 26 | 2010-10-30 | C.L. Müllers Memorial                    | Jägersro   | Örjan Kihlström   | 24   | 1.13,3a  | 2 640 m | 1     | 500 000 SEK   | [ 51 ] |
| 27 | 2010-11-13 | Gävle Stora Pris - Gulddivisionen, final | Gävle      | Örjan Kihlström   | 13   | 1.14,5a  | 2 140 m | 5     | 25 000 SEK    | [ 52 ] |
| 28 | 2010-12-15 | Gösta Nordins lopp                       | Solvalla   | Örjan Kihlström   | 18   | 1.13,9a  | 2 140 m | 1     | 125 000 SEK   |        |
| 29 | 2011-01-16 | Prix de Belgique                         | Vincennes  | Örjan Kihlström   | 30   | 1.13,0   | 2 850 m | 1     | 544 788 SEK   | [ 53 ] |
| 30 | 2011-01-30 | Prix d'Amérique                          | Vincennes  | Örjan Kihlström   | 30   | 1.12,1   | 2 700 m | 2     | 2 269 950 SEK | [ 54 ] |
| 31 | 2011-02-13 | Prix de France                           | Vincennes  | Örjan Kihlström   | 30   | 1.10,3a  | 2 100 m | 2     | 907 980 SEK   | [ 55 ] |
| 32 | 2011-02-20 | Prix de Paris                            | Vincennes  | Örjan Kihlström   | 16   | 1.15,7   | 4 125 m | 1     | 1 588 965 SEK | [ 56 ] |
| 33 | 2011-04-30 | Guldbjörken                              | Umåker     | Örjan Kihlström   | 10   | 1.12,9ag | 2 140 m | 1     | 300 000 SEK   | [ 57 ] |
| 34 | 2011-06-11 | Jämtlands Stora Pris                     | Östersund  | Örjan Kihlström   | 17   | d6ag     | 2 140 m | d     | 0 SEK         | [ 58 ] |
| 35 | 2011-10-15 | Svenskt Mästerskap                       | Åby        | Örjan Kihlström   | 14   | 1.14,7ag | 2 640 m | 0     | 0 SEK         | [ 59 ] |
| 36 | 2011-10-29 | C.L. Müllers Memorial                    | Jägersro   | Örjan Kihlström   | 14   | 1.13,4a  | 2 640 m | 4     | 50 000 SEK    | [ 60 ] |
| 37 | 2001-11-12 | Konung Carl XVI Gustafs Silverhäst       | Solvalla   | Örjan Kihlström   | 20   | 1.12,3a  | 2 140 m | 3     | 125 000 SEK   | [ 61 ] |
| 38 | 2011-11-26 | Meadow Prophets Minne                    | Jägersro   | Örjan Kihlström   | 15   | 1.14,3a  | 2 140 m | 4     | 30 000 SEK    | [ 62 ] |
| 39 | 2011-12-10 | Express Gaxes lopp                       | Örebro     | Örjan Kihlström   | 15   | 1.15,0ag | 2 100 m | 5     | 20 000 SEK    | [ 63 ] |
| 40 | 2012-01-15 | Prix de Belgique                         | Vincennes  | Örjan Kihlström   | 210  | 1.13,0   | 2 875 m | 4     | 65 043 SEK    | [ 64 ] |
| 41 | 2012-01-29 | Prix d'Amérique                          | Vincennes  | Örjan Kihlström   | 45   | 1.12,2   | 2 700 m | 4     | 560 220 SEK   | [ 65 ] |
| -  | 2012-10-24 | Kvallopp                                 | Solvalla   | Örjan Kihlström   | -    | 1.15,3   | 2 140 m | gdk   | -             |        |
| 42 | 2012-11-15 | Alla                                     | Gävle      | Örjan Kihlström   | 11   | 1.14,3a  | 2 140 m | 1     | 40 000 SEK    |        |
| 43 | 2012-11-27 | Restaurang-Pokalen                       | Eskilstuna | Örjan Kihlström   | 10   | 1.13,8a  | 2 140 m | 1     | 40 000 SEK    |        |
| 44 | 2012-12-16 | Salatrofén                               | Eskilstuna | Örjan Kihlström   | 10   | 1.15,8   | 3 180 m | 1     | 75 000 SEK    |        |
| 45 | 2012-12-28 | Lägst 350.000 kr.                        | Bergsåker  | Örjan Kihlström   | 10   | 1.14,1a  | 2 140 m | 1     | 40 000 SEK    |        |
| 46 | 2013-01-13 | Prix de Belgique                         | Vincennes  | Örjan Kihlström   | 50   | 1.13,2   | 2 875 m | 0     | 0 SEK         | [ 66 ] |
| 47 | 2013-01-27 | Prix d'Amérique                          | Vincennes  | Örjan Kihlström   | 58   | 1.12,9   | 2 700 m | 0     | 0 SEK         | [ 67 ] |
| 48 | 2013-02-10 | Prix de France                           | Vincennes  | Örjan Kihlström   | 120  | dga      | 2 100 m | d     | 0 SEK         | [ 68 ] |
| 49 | 2013-02-24 | Prix de Paris                            | Vincennes  | Örjan Kihlström   | 88   | 1.14,9   | 4 150 m | 5     | 105 292 SEK   | [ 69 ] |
| 50 | 2013-04-06 | Olympiatravet, uttagning                 | Mantorp    | Örjan Kihlström   | 28   | 1.12,7a  | 2 140 m | 2     | 66 000 SEK    | [ 70 ] |
| 51 | 2013-04-20 | Olympiatravet                            | Åby        | Örjan Kihlström   | 28   | 1.11,0a  | 2 140 m | 1     | 1 500 000 SEK | [ 71 ] |
| 52 | 2013-05-12 | Oslo Grand Prix                          | Bjerke     | Örjan Kihlström   | 19   | 1.13,2a  | 2 100 m | 3     | 446 362 SEK   | [ 72 ] |
| -  | 2013-05-26 | Elitloppet (2013), försök                | Solvalla   | Örjan Kihlström   | str. | str.     | 1 609 m | str.  | str.          | [ 73 ] |
| 53 | 2013-10-30 | The Owners Trophy                        | Solvalla   | Örjan Kihlström   | 18   | 1.12,7   | 2 160 m | 1     | 250 000 SEK   | [ 74 ] |
| 54 | 2013-11-23 | Gävle Stora Pris                         | Gävle      | Ulf Ohlsson       | 11   | 1.14,4a  | 3 140 m | 4     | 19 000 SEK    | [ 75 ] |
| 55 | 2013-12-14 | Gulddivisionen                           | Åby        | Örjan Kihlström   | 18   | 1.12,8a  | 2 140 m | 1     | 150 000 SEK   | [ 76 ] |
| 56 | 2013-12-26 | Gulddivisionen, final                    | Solvalla   | Örjan Kihlström   | 12   | 1.13,1a  | 2 140 m | 1     | 300 000 SEK   | [ 77 ] |
| 57 | 2014-01-11 | Bulwarks lopp                            | Solvalla   | Örjan Kihlström   | 11   | 1.12,6a  | 2 140 m | 4     | 19 000 SEK    | [ 78 ] |
| 58 | 2014-01-26 | Prix d'Amérique                          | Vincennes  | Örjan Kihlström   | 97   | 1.13,3   | 2 700 m | 1     | 4 061 970 SEK | [ 79 ] |
| 59 | 2014-10-29 | The Owners Trophy                        | Solvalla   | Örjan Kihlström   | 20   | 1.13,4   | 2 160 m | 3     | 46 000 SEK    | [ 80 ] |

### Större segrar
| År   | Lopp                        | Kusk            | Vinstbelopp   | Grupp   |
| ---- | --------------------------- | --------------- | ------------- | ------- |
| 2008 | Långa E3                    | Örjan Kihlström | 800 000 SEK   | Grupp 1 |
| 2008 | Svenskt Trav-Kriterium      | Örjan Kihlström | 1 600 000 SEK | Grupp 1 |
| 2009 | Svenskt Travderby           | Örjan Kihlström | 1 600 000 SEK | Grupp 1 |
| 2009 | Grand Prix l'UET            | Örjan Kihlström | 2 498 950 SEK | Grupp 1 |
| 2010 | C.L. Müllers Memorial       | Örjan Kihlström | 500 000 SEK   | Grupp 2 |
| 2011 | Prix de Belgique            | Örjan Kihlström | 54 000 EUR    | Grupp 2 |
| 2011 | Prix de Paris               | Örjan Kihlström | 180 000 EUR   | Grupp 1 |
| 2011 | Guldbjörken                 | Örjan Kihlström | 300 000 SEK   |         |
| 2013 | Olympiatravet               | Örjan Kihlström | 1 500 000 SEK | Grupp 1 |
| 2013 | Gulddivisionens final (dec) | Örjan Kihlström | 300 000 SEK   | Grupp 2 |
| 2014 | Prix d'Amérique             | Örjan Kihlström | 450 000 EUR   | Grupp 1 |

## Avelskarriär
Maharajah har efter tävlingskarriären varit verksam som avelshingst vid Menhammar stuteri. En första avelsbedömning för att värdera avelsvärdet gjordes inför avelsvärderingsnämnden i Eskilstuna den 14 mars 2012. Han fick i avelsbedömningen 89 av 100 möjliga poäng, vilket innebär "mycket högt skattat avelsvärde" (86-100 poäng). Noterbart gällande denna värdering är dock att detta var innan hans segrar under slutet av karriären och största seger i Prix d'Amérique 2014.
Maharajah fick sin första kull med avkommor våren 2013, i vilken bland andra miljonären Makethemark återfinns. Makethemark var även den första avkomman till Maharajah att starta på svensk mark då han debuterade på Bodentravet i juli 2015. Maharajahs avkomma Who's Who (född 2014) segrade i 2018 års upplaga av Svenskt Travderby. Med denna seger gick han också om Makethemark som Maharajahs hittills vinstrikaste avkomma.

## Utmärkelser
Vid den svenska Hästgalan den 7 februari 2015 vann Maharajah priset för "Årets Häst" säsongen 2014.

## Stamtavla
| Efter Viking Kronos 1995 | American Winner 1990 | Super Bowl 1969      | Star's Pride 1947    |
| Efter Viking Kronos 1995 | American Winner 1990 | Super Bowl 1969      | Pillow Talk 1962     |
| Efter Viking Kronos 1995 | American Winner 1990 | B.J.'s Pleasure 1983 | Speedy Somolli 1975  |
| Efter Viking Kronos 1995 | American Winner 1990 | B.J.'s Pleasure 1983 | Matina Hanover 1969  |
| Efter Viking Kronos 1995 | Conch 1982           | Bonefish 1972        | Nevele Pride 1965    |
| Efter Viking Kronos 1995 | Conch 1982           | Bonefish 1972        | Exciting Speed 1965  |
| Efter Viking Kronos 1995 | Conch 1982           | Vikings Venus 1967   | A.C.'s Viking 1959   |
| Efter Viking Kronos 1995 | Conch 1982           | Vikings Venus 1967   | Carmita Hanover 1955 |
| Undan Chili Khan 1996    | Giant Chill 1990     | Speedy Crown 1968    | Speedy Scot 1960     |
| Undan Chili Khan 1996    | Giant Chill 1990     | Speedy Crown 1968    | Missile Toe 1962     |
| Undan Chili Khan 1996    | Giant Chill 1990     | Chili Bowl 1985      | Super Bowl 1969      |
| Undan Chili Khan 1996    | Giant Chill 1990     | Chili Bowl 1985      | Red Hot Mama 1976    |
| Undan Chili Khan 1996    | Stevie Nicks 1990    | Tibur 1963           | Fandango 1949        |
| Undan Chili Khan 1996    | Stevie Nicks 1990    | Tibur 1963           | Hellenienne 1951     |
| Undan Chili Khan 1996    | Stevie Nicks 1990    | Västerbo Cheeta 1982 | Active Bowler 1975   |
| Undan Chili Khan 1996    | Stevie Nicks 1990    | Västerbo Cheeta 1982 | Mi Amiga Butch 1968  |